# Communauté de communes de Lucé
Die Communauté de communes de Lucé ist ein ehemaliger französischer Gemeindeverband mit der Rechtsform einer Communauté de communes im Département Sarthe in der Region Pays de la Loire. Er wurde am 28. Dezember 1992 gegründet und umfasste acht Gemeinden. Der Verwaltungssitz befand sich im Ort Le Grand-Lucé.

## Historische Entwicklung
Mit Wirkung vom 1. Januar 2017 fusionierte der Gemeindeverband mit 
- Communauté de communes du Val du Loir sowie
- Communauté de communes de Loir et Bercé

und bildete so die Nachfolgeorganisation Communauté de communes Loir-Lucé-Bercé.

## Ehemalige Mitgliedsgemeinden
1. Courdemanche
2. Le Grand-Lucé
3. Montreuil-le-Henri
4. Pruillé-l’Éguillé
5. Saint-Georges-de-la-Couée
6. Saint-Pierre-du-Lorouër
7. Saint-Vincent-du-Lorouër
8. Villaines-sous-Lucé